# Gonzalo Montiel
Gonzalo Ariel Montiel (Virrey del Pino, provincia de Buenos Aires, 1 de enero de 1997) es un futbolista argentino que juega como lateral derecho en el Club Atlético River Plate de la Primera División de Argentina. Es internacional con la Selección Argentina.
Su carrera como futbolista profesional comenzó en River Plate en el año 2014, con el cual consiguió nueve títulos locales y cinco internacionales, siendo uno de los más destacados la Copa Libertadores 2018 frente a Boca Juniors cuya final se disputó en Madrid, España. En 2020, consiguió numerosas distinciones individuales integrando el Equipo Ideal de América.
Debutó con la selección de Argentina en el año 2019, formando parte de la nómina del equipo comandado por Lionel Scaloni. Dos años después, sería partícipe de la Copa América en la que Argentina se consagra campeón. En noviembre del 2022 jugó la Copa Mundial en Catar en la que la Selección Argentina se consagró campeón frente a Francia, siendo fundamental por marcar el penal que le dio el título al seleccionado argentino en la tanda de penales. En mayo del 2023 también marcó el penal decisivo para que el Sevilla F. C. se alzara con la Europa League.
En 2024 fue otra vez campeón con la albiceleste, siendo parte del plantel que se alzó con la Copa América de aquel año.

## Trayectoria

### River Plate
Debutó el 30 de abril de 2016 en el empate de River Plate frente a Vélez Sarsfield por 0-0, ingresando por Pablo Carreras durante el medio tiempo.
El 7 de agosto de 2016 volvió a jugar, esta vez desde el inicio, frente Club Sportivo Estudiantes (San Luis) por Copa Argentina 2015-16 partido disputado en el estadio Padre Ernesto Martearena que terminó 2 a 1 a favor del conjunto Millonario.
El 31 de octubre de 2017 anotó su primer gol oficial en la semifinal de la Copa Libertadores 2017 jugando contra Lanús, anotando el 0-2 parcial que luego terminó con derrota por 4-2.

### Sevilla F. C.
El día 13 de agosto de 2021 se oficializó su pase al Sevilla a cambio de € 11.000.000 brutos por el 80% de los derechos económicos de Gonzalo, más el 15% de plusvalía de una futura venta del jugador.
Montiel fue expulsado el 6 de noviembre de 2022 en el empate 1-1 del derbi de Sevilla ante el Real Betis por una falta en el minuto 38 sobre Álex Moreno. El 31 de mayo de 2023, marcó el penalti de la victoria en la final de la Europa League ante la Roma en la victoria por 4-1 en la tanda de penaltis tras el empate 1-1, que aseguró su séptimo título en la competición.

### Nottingham Forest F. C.
El 23 de agosto de 2023, Montiel fue cedido a préstamo con opción de compra al Nottingham Forest F. C. de la Premier League, para la temporada 2023-24. Debutó frente al Burnley en el encuentro por la segunda ronda de la Copa de la Liga. Mientras que su estreno en Premier League fue contra el Chelsea en una victoria por 1-0 ingresando como suplente.

### Regreso a River Plate
El 20 de enero de 2025, el Club Atlético River Plate anunció la vuelta de Gonzalo Montiel para un segundo ciclo en la institución tras 3 años y medio de su partida. 4 días después, Montiel tuvo su debut en el inicio del Torneo Apertura frente a Platense. 
El 29 de enero marcó su primer gol frente a Instituto en lo que fue su primer partido en el Estadio Monumental tras su regreso.

## Selección nacional

### Sub-20
| Torneo                   | Sede          | Resultado      | Partidos | Goles |
| ------------------------ | ------------- | -------------- | -------- | ----- |
| Copa Mundial Sub-20 2017 | Corea del Sur | Fase de grupos | 2        | 0     |

### Selección absoluta
Gonzalo Montiel comenzó a tener rodaje con la selección mayor en los amistosos previos a la Copa América 2019, debutando en una derrota 3-1 frente a Venezuela en Madrid.
Participó en la Copa América 2021, donde el DT Lionel Scaloni lo alternó en su puesto con Nahuel Molina, con muy buenos desempeños. Tuvo un lugar en el once inicial en la final contra Brasil, en el Maracaná, anulando a la figura Neymar y a Vinícius Júnior. Lesionado cuando aún faltaban 30 minutos de partido, continuó jugando con el tobillo ensangrentado, hasta coronar su desempeño con el título.
En su participación en la Copa Mundial de 2022 fue titular en el segundo partido de la Fase de grupos y disputó minutos en los octavos de final, cuartos de final y la final de la Copa tras iniciar los partidos en el banco de suplentes. No pudo participar de la semifinal por estar suspendido por acumulación de tarjetas amarillas. Convirtió el tercer penal en la tanda ante Países Bajos, por los cuartos de final, que culminó 4 a 3, dándole el paso a Argentina a las semifinales.
En la final ante Francia ingresó en el minuto 91, estando el partido empatado 2-2 y así culminó en el tiempo regular. En el tiempo suplementario Messi convirtió el tercer gol para Argentina, que se colocaba al frente 3-2. Sin embargo, a los 118', un tiro de Mbappé desde fuera del área pegó en el brazo de Montiel, que estaba dentro del área. El árbitro Szymon Marciniak cobró la pena máxima, que Mbappé cambió por gol, volviendo al empate 3-3. Finalmente, en la definición por penales tomó el penal decisivo que definió la serie a favor de Argentina, que consiguió su tercera Copa Mundial de Fútbol.

### Participaciones en Copas del Mundo
| Mundial      | Sede  | Resultado | Partidos | Goles |
| ------------ | ----- | --------- | -------- | ----- |
| Mundial 2022 | Catar | Campeón   | 4        | 0     |

### Participaciones en Copas América
| Torneo            | Sede           | Resultado | Partidos | Goles |
| ----------------- | -------------- | --------- | -------- | ----- |
| Copa América 2021 | Brasil         | Campeón   | 5        | 0     |
| Copa América 2024 | Estados Unidos | Campeón   | 6        | 0     |

## Estadísticas

### Clubes
Actualizado al último partido disputado el 2 de agosto de 2025.
| Club | Div.            | Temporada       | Liga  | Liga  | Liga   | Copas nacionales(1) | Copas nacionales(1) | Copas nacionales(1) | Copas internacionales(2) | Copas internacionales(2) | Copas internacionales(2) | Total | Total | Total  |
| Club | Div.            | Temporada       | Part. | Goles | Asist. | Part.               | Goles               | Asist.              | Part.                    | Goles                    | Asist.                   | Part. | Goles | Asist. |
| --- | --------------- | --------------- | ----- | ----- | ------ | ------------------- | ------------------- | ------------------- | ------------------------ | ------------------------ | ------------------------ | ----- | ----- | ------ |
| C. A. River Plate Argentina | 1.ª             | 2016            | 1     | 0     | 0      | 0                   | 0                   | 0                   | 0                        | 0                        | 0                        | 1     | 0     | 0      |
| C. A. River Plate Argentina | 1.ª             | 2016-17         | 4     | 0     | 0      | 1                   | 0                   | 0                   | 0                        | 0                        | 0                        | 5     | 0     | 0      |
| C. A. River Plate Argentina | 1.ª             | 2017-18         | 15    | 0     | 0      | 5                   | 0                   | 0                   | 9                        | 1                        | 3                        | 29    | 1     | 3      |
| C. A. River Plate Argentina | 1.ª             | 2018-19         | 12    | 0     | 0      | 5                   | 0                   | 0                   | 15                       | 0                        | 1                        | 32    | 0     | 1      |
| C. A. River Plate Argentina | 1.ª             | 2019-20         | 19    | 0     | 2      | 7                   | 0                   | 0                   | 12                       | 0                        | 0                        | 38    | 0     | 5      |
| C. A. River Plate Argentina | 1.ª             | 2020            | -     | -     | -      | 9                   | 0                   | 1                   | 6                        | 1                        | 3                        | 15    | 1     | 4      |
| C. A. River Plate Argentina | 1.ª             | 2021            | 4     | 0     | 0      | 10                  | 3                   | 1                   | 5                        | 1                        | 0                        | 19    | 4     | 1      |
| C. A. River Plate Argentina | Total 1.ª etapa | Total 1.ª etapa | 55    | 0     | 2      | 37                  | 3                   | 2                   | 47                       | 3                        | 10                       | 139   | 6     | 14     |
| Sevilla F. C. · España | 1.ª             | 2021-22         | 18    | 1     | 3      | 4                   | 0                   | 0                   | 6                        | 0                        | 0                        | 28    | 1     | 3      |
| Sevilla F. C. · España | 1.ª             | 2022-23         | 28    | 0     | 3      | 4                   | 0                   | 0                   | 10                       | 1                        | 0                        | 43    | 1     | 3      |
| Sevilla F. C. · España | 1.ª             | 2023-24         | 0     | 0     | 0      | 0                   | 0                   | 0                   | 1                        | 0                        | 0                        | 1     | 0     | 0      |
| Sevilla F. C. · España | 1.ª             | 2024-25         | 6     | 0     | 0      | 2                   | 1                   | 0                   | —                        | —                        | —                        | 8     | 1     | 0      |
| Sevilla F. C. · España | Total club      | Total club      | 52    | 1     | 6      | 10                  | 1                   | 0                   | 17                       | 1                        | 0                        | 80    | 3     | 6      |
| Nottingham Forest F. C. Inglaterra | 1.ª             | 2023-24         | 15    | 0     | 2      | 5                   | 0                   | 1                   | —                        | —                        | —                        | 20    | 0     | 3      |
| Nottingham Forest F. C. Inglaterra | Total club      | Total club      | 15    | 0     | 2      | 5                   | 0                   | 1                   | 0                        | 0                        | 0                        | 20    | 0     | 3      |
| C. A. River Plate Argentina | 1.ª             | 2025            | 16    | 1     | 4      | 2                   | 2                   | 0                   | 7                        | 0                        | 0                        | 25    | 3     | 4      |
| C. A. River Plate Argentina | Total 2.ª etapa | Total 2.ª etapa | 16    | 1     | 4      | 2                   | 2                   | 0                   | 7                        | 0                        | 0                        | 25    | 3     | 4      |
| C. A. River Plate Argentina | Total club      | Total club      | 71    | 1     | 6      | 39                  | 5                   | 2                   | 54                       | 3                        | 10                       | 164   | 9     | 18     |
| Total carrera | Total carrera   | Total carrera   | 138   | 2     | 14     | 54                  | 6                   | 3                   | 72                       | 7                        | 10                       | 262   | 12    | 27     |
| (1) Las copas nacionales se refiere a la Copa Argentina, Supercopa Argentina, Copa de la Superliga y Copa de la Liga Profesional. (2) Las copas internacionales se refiere a la Copa Libertadores, Champions League, Recopa Sudamericana y Mundial de Clubes. |                 |                 |       |       |        |                     |                     |                     |                          |                          |                          |       |       |        |

### Selección
| Sub-20 Argentina   | 2017  | —  | — | —  | — | 2 | 0 | 2  | 0 |
| Sub-20 Argentina   | Total | —  | — | —  | — | 2 | 0 | 2  | 0 |
| Absoluta Argentina | 2019  | 4  | 0 | —  | — | — | — | 4  | 0 |
| Absoluta Argentina | 2020  | —  | — | 4  | 0 | — | — | 4  | 0 |
| Absoluta Argentina | 2021  | —  | — | 5  | 0 | — | — | 5  | 0 |
| Absoluta Argentina | 2022  | 3  | 0 | 2  | 0 | 4 | 0 | 9  | 0 |
| Absoluta Argentina | 2023  | 1  | 1 | 1  | 0 | — | — | 2  | 1 |
| Absoluta Argentina | 2024  | 2  | 0 | 4  | 0 | — | — | 6  | 0 |
| Absoluta Argentina | Total | 10 | 1 | 16 | 0 | 4 | 0 | 30 | 1 |
| Total              | Total | 10 | 1 | 16 | 0 | 6 | 0 | 32 | 1 |
| 1. 2.              |       |    |   |    |   |   |   |    |   |

## Palmarés y distinciones individuales

### Campeonatos nacionales
| Título              | Club              | Año  |
| ------------------- | ----------------- | ---- |
| Copa Argentina      | C. A. River Plate | 2016 |
| Supercopa Argentina | C. A. River Plate | 2017 |
| Copa Argentina      | C. A. River Plate | 2017 |
| Copa Argentina      | C. A. River Plate | 2019 |
| Supercopa Argentina | C. A. River Plate | 2019 |
| Primera División    | C. A. River Plate | 2021 |

### Campeonatos internacionales
| Título                 | Equipo (*)             | Sede           | Año  |
| ---------------------- | ---------------------- | -------------- | ---- |
| Recopa Sudamericana    | C. A. River Plate      | Buenos Aires   | 2016 |
| Copa Libertadores      | C. A. River Plate      | Madrid         | 2018 |
| Recopa Sudamericana    | C. A. River Plate      | Buenos Aires   | 2019 |
| Copa América           | Selección de Argentina | Brasil         | 2021 |
| Copa Mundial de Fútbol | Selección de Argentina | Catar          | 2022 |
| Liga Europa de la UEFA | Sevilla F. C.          | Budapest       | 2023 |
| Copa América           | Selección de Argentina | Estados Unidos | 2024 |

(*) Incluyendo la selección.

### Distinciones individuales
| Distinción                           | Año  |
| ------------------------------------ | ---- |
| Mejor defensor del Fútbol Argentino  | 2020 |
| Equipo Ideal de la Copa Libertadores | 2020 |
| Equipo Ideal de América              | 2020 |

## Vida personal
Es primo del futbolista Santiago Montiel.
El 31 de marzo del 2023 una mujer lo denunció por delito de abuso sexual con acceso carnal agravado por la participación de dos o más personas donde Gonzalo fue el principal autor. Públicamente, no se supo más nada hasta el 11 de abril del 2024, cuando ella graba un video para redes sociales y, según sus propias declaraciones, destaca que esto se dio el 1 de enero de 2019 (cumpleaños 22 de Montiel) y fue drogada hasta quedar inconsciente. En este video, agradece a la Fundación Red de Contención por brindarle psicólogos y psiquiatras. La abogada de la mujer en cuestión, Raquel Hermida Leyenda, sostuvo que intentaron desprestigiarla pero que la causa avanzó y guarda silencio porque desconectaron los frenos de su auto y amenazaron a su familia en Europa.
La mujer denunciante acusa, también, que la familia de Gonzalo Ariel Montiel la amenazó en reiteradas ocasiones (principalmente de su madre). Cuando hizo la denuncia, en una comisaría de La Matanza, sostuvo que la siguieron con un auto y luego, recibió llamados intimidatorios.
El 30 de diciembre de 2024, el juez Gustavo Banco resolvió el sobreseimiento de Gonzalo Montiel. La decisión se basó en el pedido de la fiscalía, que investigaba la denuncia de abuso sexual, tanto el juez como el fiscal Luis Alberto Brogna concluyeron que el hecho denunciado "no existió".